# Ꚑ (слово ћирилице)
Ꚑ ꚑ (искошено: Ꚑ ꚑ) је слово ћириличног писма. Облик слова настао је као лигатура ћириличних слова Т (Т т Т т) и С (С с С с). Његов облик подсећа на слово Т са огоњеком причвршћеним на дну.
Ꚑ ꚑ се користио у абхазком језику, где је представљао лабијализовану алвеоло-палатинску ејективну африкату . То је ћирилично слово које одговара Ҵә.

## Рачунарски кодови
| Знак                      | Ꚑ                            | Ꚑ                            | ꚑ                          | ꚑ                          |
| ------------------------- | ---------------------------- | ---------------------------- | -------------------------- | -------------------------- |
| Назив у Уникоду           | CYRILLIC CAPITAL LETTER TSSE | CYRILLIC CAPITAL LETTER TSSE | CYRILLIC SMALL LETTER TSSE | CYRILLIC SMALL LETTER TSSE |
| Врста кодирања            | децимална                    | хексадецимална               | децимална                  | хексадецимална             |
| Уникод                    | 42640                        | U+A690                       | 42641                      | U+A691                     |
| UTF-8                     | 234 154 144                  | EA 9A 90                     | 234 154 145                | EA 9A 91                   |
| Нумеричка референца знака | &#42640;                     | &#xA690;                     | &#42641;                   | &#xA691;                   |

## Слична слова
- Ҵ ҵ : Ћирилично слово